# 0,30 franc Blason de Paris
Le 0,30 franc Blason de Paris était un timbre français d’usage courant émis le 16 janvier 1965 et retiré de la vente le 12 avril 1969 ; il représente le blason de la ville de Paris : « de gueules (rouge) à la nef (bateau) équipée et habillée d'argent (blanc) voguant sur des ondes du même mouvant de la pointe, au chef d'azur semé de fleurs de lys d'or ».

## Dessin et impression

Blason de Paris.

Il a été dessiné par Robert Louis (1902-1965), spécialiste d’héraldique et gravé par André Barre (1924-1970), professeur à l’École Estienne. Imprimé en typographie et en deux couleurs, il est le seul timbre blason dont la valeur faciale a permis d’affranchir une lettre jusqu’à 20 grammes pour la France et la Communauté européenne ; les autres timbres blasons des années 1940 aux années 1960 ont surtout servi pour l’envoi de journaux et d’imprimés.
C’est la difficulté d’imprimer en plusieurs couleurs qui a conduit la poste française à limiter au bleu, au rouge et au blanc les couleurs du dessin. Ceci conduisit à dessiner des lys blancs au lieu de la couleur or. L’impression en polychromie nécessite un passage sous la presse par couleur, et donc, de bien positionner la feuille lors du deuxième passage pour que les couleurs soient bien placées.